# Brooks Curry
Brooks Curry (* 20. Januar 2001 in Atlanta, Georgia) ist ein Schwimmer aus den Vereinigten Staaten. Er erhielt bei Olympischen Spielen eine Gold- und eine Silbermedaille und bei Weltmeisterschaften bis 2024 je eine Gold-, Silber und Bronzemedaille.

## Sportliche Karriere
Brooks Curry studierte von 2019 bis 2023 an der Louisiana State University. Bei den Meisterschaften der National Collegiate Athletic Association siegte er 2022 über 50 Yards und über 100 Yards Freistil.
Wegen der COVID-19-Pandemie wurden die Olympischen Spiele in Tokio erst 2021 ausgetragen. In der 4-mal-100-Meter-Freistilstaffel schwammen Brooks Curry, Blake Pieroni, Bowe Becker und Zach Apple die zweitschnellste Zeit mit einer Sekunde Rückstand auf die Italiener. Im Finale mit Caeleb Dressel statt Curry siegte das US-Team mit einer Sekunde Vorsprung auf die Italiener, die den zweiten Platz gerade noch vor den Australiern retten konnten. Für seinen Einsatz im Vorlauf erhielt auch Curry eine Goldmedaille.
2022 bei den Weltmeisterschaften in Budapest schwammen Hunter Armstrong, Ryan Held, Justin Ress und Brooks Curry die schnellste Vorlaufzeit aller 4-mal-100-Meter-Freistilstaffeln. Im Finale war Caeleb Dressel für Armstrong am Start und das US-Quartett siegte mit anderthalb Sekunden Vorsprung vor den Australiern. Bei seinem Einzelstart über 100 Meter Freistil wurde Curry Fünfter in 48,00 Sekunden mit 0,09 Sekunden Rückstand auf die Bronzemedaille. In der 4-mal-100-Meter-Lagenstaffel waren im Vorlauf Hunter Armstrong, Nic Fink, Trenton Julian und Brooks Curry die Schnellsten. Im Endlauf siegten die Italiener mit 0,28 Sekunden vor Ryan Murphy, Nic Fink, Michael Andrew und Ryan Held. Die 4-mal-100-Meter-Mixed-Freistilstaffel mit Ryan Held, Brooks Curry, Torri Huske und Claire Curzan wurde Dritte hinter den Teams aus Australien und aus Kanada. Für ihren Einsatz im Vorlauf erhielten auch Drew Kibler, Erika Brown und Kate Douglass eine Bronzemedaille.
Im Oktober 2023 bei den Panamerikanischen Spielen in Santiago gewann Curry die Silbermedaille über 100 Meter Freistil, als er hinter dem Brasilianer Guilherme Caribé zeitgleich mit seinem Landsmann Jonny Kulow anschlug. Weitere Silbermedaillen gewann Curry mit der 4-mal-100-Meter-Freistilstaffel, der 4-mal-200-Meter-Freistilstaffel und mit der 4-mal-100-Meter-Mixed-Freistilstaffel.
Bei den Olympischen Spielen 2024 in Paris erreichte die 4-mal-200-Meter-Freistilstaffel mit Drew Kibler, Brooks Curry, Blake Pieroni und Chris Guiliano das Finale mit der zweitschnellsten Vorlaufzeit. Im Endlauf waren Luke Hobson, Carson Foster, Drew Kibler und Kieran Smith fast fünf Sekunden schneller als die Vorlaufstaffel und schlugen als Zweite nach den Briten an.